# سید حسین نصر
سیّد حسین نصر (زاده ۱۹ فروردین ۱۳۱۲) فیلسوف و متأله سنت‌گرای ایرانی و استاد علوم اسلامی در دانشگاه جرج واشینگتن ایالات متحده آمریکا است که مقالات و کتب دانشگاهی بسیاری نوشته است.
او در تهران زاده شد و در نوجوانی برای ادامه تحصیل به آمریکا رفت. کارشناسی فیزیک را از مؤسسه فناوری ماساچوست (MIT) گرفت و تحصیلات تکمیلی خود را در دانشگاه هاروارد در رشته فلسفه و تاریخ دانش گذراند. سپس به ایران بازگشت و استاد گروه فلسفه دانشگاه تهران شد. از ۱۳۴۷ تا ۱۳۵۱ ریاست دانشکده ادبیات و سپس معاونت دانشگاه تهران را برعهده داشت. در سال ۱۳۵۱ تا ۱۳۵۴ ریاست دانشگاه صنعتی آریامهر (دانشگاه صنعتی شریف بعدی) را برعهده داشت و در بنیان‌گذاری دانشگاه صنعتی اصفهان همکاری داشت. در سال ۱۳۵۳ انجمن شاهنشاهی فلسفه (مؤسسه پژوهشی حکمت و فلسفه ایران) را بنیاد گذاشت و دوره‌های بلندمدّت و کوتاه‌مدّت پژوهشی را در زمینه‌های فلسفه اسلامی و فلسفه تطبیقی برای علاقه‌مندان دایر کرد. نصر در سال ۱۳۵۷ مسئولیت دفتر مخصوص شهبانو فرح پهلوی را برعهده گرفت و در نتیجه، در روزهای پیش از پیروزی انقلاب ۱۳۵۷ ایران مجبور به ترک ایران و مهاجرت به ایالات متحده شد. وی مدتی استاد مدعو دانشگاه تمپل و دانشگاه ادینبرو بود و در سال ۱۹۸۴ استاد دانشگاه جرج واشینگتن شد.
نصر پیرو مکتب سنت‌گرایی و متأثر از آرای رنه گنون و فریتهوف شوان است. او در فلسفه علم و تاریخ دانش از استادان دانشگاه هاروارد و مکتب جرج سارتن بهره برده است. در فلسفه اسلامی شاگرد سید محمدحسین طباطبایی، محمدکاظم عصار و سید ابوالحسن رفیعی قزوینی بوده است. او همکار هانری کربن در حوزه فلسفه تطبیقی و تاریخ فلسفه اسلامی بوده و خود چندین اثر علمی در حوزه فلسفه اسلامی و تاریخ آن نگاشته است. همچنین عضو و رئیس شاخه مریمیّه از عرفان متصوفه شاذلیه است. همچنین با آثار مکتوب و برنامه‌های تلویزیونی در معرفی اسلام و تشیع در آمریکا فعال بوده است.
از نگاه فلسفی، سید حسین نصر قائل به خرد جاویدان است و در حوزه عرفان و فلسفه اسلامی، دین‌شناسی تطبیقی و تاریخ دانش در اسلام تخصص دارد. وی از ارائه دهندگان ایده علم دینی در سده ۲۰ (میلادی) و از صاحبنظران در موضوع نگرش‌های اسلامی به علم است که آرایش را در کتب و مقالات مختلف و از جمله مجموعه سخنرانی‌هایی را با عنوان «معرفت و امر قدسی» در کرسی گفتارهای گیفورد ارائه کرد.
او فرزند سید ولی‌الله نصر و پدر ولی‌رضا نصر و پسرخاله رامین جهانبگلو و دائی «آذین معالج» است.

## زندگی
سید حسین نصر در سال ۱۳۱۲ در تهران به دنیا آمد. پدرش، سید ولی‌الله نصر، همانند پدربزرگش پزشک دربار بود و اهل کاشان. مادرش، ضیاء اشرف نصر (کیا)، نوادهٔ شیخ فضل‌الله نوری است. عمده نیاکان نصر از روحانیون سرشناس بوده‌اند.
سید حسین نصر تحصیلات ابتدایی را در مدرسه‌ای نزدیک خانهٔ خود در خیابان شاه گذرانید. در کودکی شروع به آموختن زبان فرانسوی کرد و علوم اسلامی را نیز نزد پدرش آموخت. سپس برای ادامهٔ تحصیل به دبیرستان فیروز بهرام رفت.

### تحصیل در آمریکا
نصر در دوازده سالگی به آمریکا فرستاده شد. او در مدرسهٔ شبانه‌روزی پدی در نیوجرسی ثبت نام کرد. در سال ۱۹۵۰ رتبهٔ ممتاز اول مدرسه خود شد. در چهار سال تحصیلات این مدرسه، نصر زبان انگلیسی، علوم، تاریخ ایالات متحده آمریکا، فرهنگ غربی و آموزه‌های مسیحی را آموخت.
برای ادامه تحصیلات دانشگاهی مؤسسهٔ فناوری ماساچوست را برگزید. در همان زمان بورس تحصیلی به او تعلق گرفت و او نخستین دانشجوی ایرانی بود که در مقطع کارشناسی در آن مؤسسه تحصیل می‌کرد. او رشتهٔ فیزیک را برگزید. اگرچه دانشجویی ممتاز شناخته می‌شد، به این نتیجه رسید که بسیاری از پرسش‌های فلسفیِ او بی‌پاسخ مانده است. از این رو، در اینکه رشته فیزیک بتواند او را به درکِ واقعیات برساند دچارِ تردید جدّی شد. این امر او را ادامه تحصیل در رشته فیزیک مردّد ساخت، به ویژه پس از این که برتراند راسل در سخنرانی‌اَش در MIT گُفت: «فیزیک به خودیِ خود با ماهیتِ واقعیاتِ فیزیکی سر و کار ندارد، بلکه به ساختارها و بنیادهایِ ریاضیِ مربوط به آن می‌پردازد.» با شنیدنِ این سخن، تردیدِ نصر جدّی‌تر شد. وی با این که دلبستگی‌اَش به فیزیک را از دست داده بود، در دانشگاه‌ام. آی. تی باقی ماند و در سال ۱۳۳۳ هجری خورشیدی در رشته ریاضیات و فیزیک فارغ‌التحصیل شد.
پس از فارغ‌التحصیلی در رشته فیزیک، نصر مطالعات گسترده‌ای در علوم انسانی آغاز کرد و به ویژه در کلاس‌های جرج سانتایانا تاریخ‌نگار علوم و فیلسوف مشهور اسپانیایی حاضر شد؛ و تحتِ تعلیمِ او، مطالعه‌ای جدی را در حکمت یونان باستان آغاز کرد. وی به مطالعه کتاب‌های افلاطون، ارسطو و افلوطین پرداخت. سانتایانا برایِ نخستین بار حسین را با آثارِ یکی از مهم‌ترین نویسندگانِ سنت‌گرایِ معاصر، رنه گنون، آشنا ساخت. آثارِ گنون در تعیین مبانی عقلانی و سیر فکری نصر تأثیری قاطع داشت. نصر همچنین در این دوره به کتابخانه آناندا کوماراسوامی دسترسی یافت؛ و از این طریق با کتاب‌های فریتهوف شوان و تیتوس بورکهارت آشنا شد. به گفته نصر، کشف فلسفه سنّتی و حکمت خالده او را به یقین و آرامشی رساند که هرگز او را ترک نکرده است.
«کشف فلسفه سنّتی و حکمت خالده، و مطالعه آثارِ این بزرگان (شوآن و بورکهارت) شراره‌های بحرانِ درونی‌اَم را فرونشاند و من به یقینی عقلانی رسیدم؛ این یقین از آن روز تاکنون مرا ترک نکرده است، بلکه روز به روز بالیده است و نیرومندتر و نیرومندتر شده است. زندگی‌اَم سفری بوده است از یقین نظری تا یقینِ وجودی؛ به عبارت قرآنی، زندگی‌اَم سفری بوده از علم الیقین به عین الیقین و سرانجام به حقّ‌الیقین: نخست کسب کردنِ دانش نظری دربارهٔ آتش، سپس دیدنِ آتش از نزدیک و سرانجام سوختن در آن آتش.»
نصر در سال ۱۳۳۵ در رشته‌های زمین‌شناسی و ژئوفیزیک مقطع کارشناسی ارشد را به پایان رسانید و در سن بیست و پنج سالگی با درجه دکتری از دانشگاه هاروارد در رشته فلسفه و تاریخ دانش فارغ‌التحصیل شد؛ و پس از آن به تکمیل نخستین کتابش علم و تمدن در اسلام همّت گماشت. رساله دکتری او «مفهوم طبیعت در اندیشه اسلامی» را دانشگاه هاروارد در سال ۱۹۶۴، با عنوان «مقدمه‌ای به آموزه‌های کیهان‌شناسی اسلامی» منتشر کرد. با وجود اینکه مرتبه استادیاری دانشگاه هاروارد به او پیشنهاد شد و در دوره تحصیلات عالی در آن دانشگاه سابقه تدریس داشت، نصر تصمیم گرفت برایِ همیشه به ایران بازگردد.
در دوره تحصیل در آمریکا، نصر به کشورهای اروپایی به ویژه فرانسه، سوییس، سوئد، بریتانیا، ایتالیا و اسپانیا سفر می‌کرد و در برخی از این مسافرت‌ها با اندیشمندان سنّت‌گرا و به ویژه با فریتهوف شوان دیدار کرد؛ این دیدارها سهم عمده‌ای در حیات معنوی و فکریِ او داشته‌اَند، چنان‌که خودِ او گفته است:
«این تحول در من چگونه از وقتی که با برتراند راسل ملاقات داشتم تا وقتی که سراغ علامه طباطبایی رفتم، رخ داد؟ قطعاً با کمک آثار این بزرگان بود که این تحول روحی و فکری در من رخ داد و به این سبب همیشه مدیون‌شان هستم، ولی از لحاظ عملی، همیشه کوشیده‌ام طبق احکام دینی عمل کنم. حتی هنگام گذراندن بحران فکری، ایمانم پابرجا ماند و همیشه خداوند را دوست داشتم ولی پس ازکشف جهان‌بینی سنتی موفق شدم وارد سیر و سلوک شوم و لااله‌الا الله وجودم را فراگیرد.»
وی همچنین، در این دوره، به مراکش سفر کرد؛ چرا که او به شدّت دلبسته شاخه‌ای از طریقه شاذلیه بود که در قالب تعالیم و اعمال شیخ احمد علوی عرضه می‌شد.

### بازگشت به ایران
نصر پس از بازگشت به ایران در سال ۱۳۳۷، با مرتبهٔ دانشیاری فلسفه و تاریخ علوم در دانشکده ادبیات و علوم انسانی دانشگاه تهران به تدریس پرداخت. وی در آنزمان جوانترین عضو هیئت علمی بود که مرتبه استادی کامل را احراز کرد. نصر، در آذر ۱۳۳۷، چند ماه پس از بازگشت به ایران، با دخترِ یکی از دوستانِ خانوادگیِ پدرش، به نام سوسن دانشوری، ازدواج کرد. ثمره این ازدواج پسری به نام ولی‌رضا نصر و دختری به نام لیلی نصر بود.
در آنجا نصر برنامه دکتری زبان و ادبیات فارسی برای غیرفارسی‌زبانان را نیز تدریس کرد و گروهی از دانشجویانِ خارجی را برای یادگیری زبان فارسی و آشنایی با ادبیات عرفانی و فلسفی ایران پذیرفت. از جمله شاگردان او در این دوره ویلیام چیتیک و همسرش ساچیکو موراتا (به انگلیسی: Sachiko Murata) بودند.
نصر از سال ۱۳۴۷ تا ۱۳۵۱ ریاست دانشکده ادبیات و سپس معاونت دانشگاه تهران را برعهده داشت. در سال ۱۳۵۱ با حکم محمد رضا شاه پهلوی به ریاست دانشگاه صنعتی آریامهر (دانشگاه صنعتی شریف امروز) منصوب شد. فرح پهلوی نصر را در سال ۱۳۵۲ مأمور کرد تا با حمایت وی و همکاری و مساعدت سید جلال الدین آشتیانی، مرکزی برای مطالعه و آموزش فلسفه تأسیس کند. در سال ۱۳۵۳، انجمن شاهنشاهی فلسفه بنیاد شد و بسیاری از پژوهشگران از جمله مرتضی مطهری، هانری کربن و توشیهیکو ایزوتسو در آنجا گرد آمدند. انجمن، به برگزاری نشست‌ها و سخنرانی‌ها اقدام کرد و دوره‌های بلندمدّت و کوتاه‌مدّت پژوهشی را در زمینه‌های فلسفه اسلامی و فلسفه تطبیقی برای علاقه‌مندان دایر گردانید
نصر دربارهٔ انجمن (بنیاد) حکمت و فلسفه اینگونه می‌گوید.
مؤسسه پژوهشی حکمت و فلسفه ایران در سال ۱۳۵۳ در راستای تأمین نیازهای تحقیقاتی و پژوهشی کشور در زمینه فلسفه، حکمت و دانش‌های وابسته به آن‌ها تشکیل شد. در طول سال‌ها، این مؤسسه میزبان مهم‌ترین استادان فلسفه در ایران بوده و آثار پژوهشی بسیاری را به انتشار رسانده است. استادان به نامی چون سیدجلال‌الدین آشتیانی، عباس زریاب خوئی، جواد مصلح، هانری کربن، توشیهیکو ایزوتسو، ویلیام چیتیک، جیمز موریس، نصرالله پورجوادی، غلامرضا اعوانی جلال‌الدین همایی، محمود شهابی، یحیی مهدوی، غلامحسین ابراهیمی دینانی و سیدمصطفی محقق داماد در این مؤسسه فعالیت کرده‌اند.
سید حسین نصر در این پیام ویدئویی روایت کرده که او در اواخر دهه ۴۰ به عنوان اولین ایرانی، مسلمان و شرقی به عضویت انستیتو بین‌المللی فلسفه در پاریس درآمد و همین حضور منجر شد به دعوت او از ریموند کلیبانسکی، رئیس وقت انستیتو که به ایران سفر کند و پیوندی بین فلاسفه ایران و آن انستیتو به وجود آید. در پی آن جلسه سالانه انستیتو بین‌المللی فلسفه در پاریس به دعوت نصر در مشهد برگزار شد.
در طی دوران اقامت در ایران، نصر همچنین نزد استادان فلسفه اسلامی در تهران قم و قزوین شاگردی می‌کرد. از جمله استادان او در فلسفه اسلامی، محمد کاظم عصار، علامه محمد حسین طباطبایی و ابوالحسن رفیعی قزوینی بودند. نصر چندین متن مهم فلسفه اسلامی از جمله اسفار اربعه از ملاصدرا و شرح منظومه از هادی سبزواری را نزد آنان فراگرفت. نصر همچنین در این زمان آثار متعددی به زبان‌های فارسی، انگلیسی و گاه نیز به فرانسه و عربی نگاشت. نصر همچنین با افرادی چون مهدی الهی قمشه‌ای، جلال‌الدین آشتیانی و مرتضی مطهری مراوده فکری و فلسفی داشت. وی همچنین کتاب «شیعه در اسلام» نوشته علّامه طباطبائی را به زبان انگلیسی ترجمه کرد.

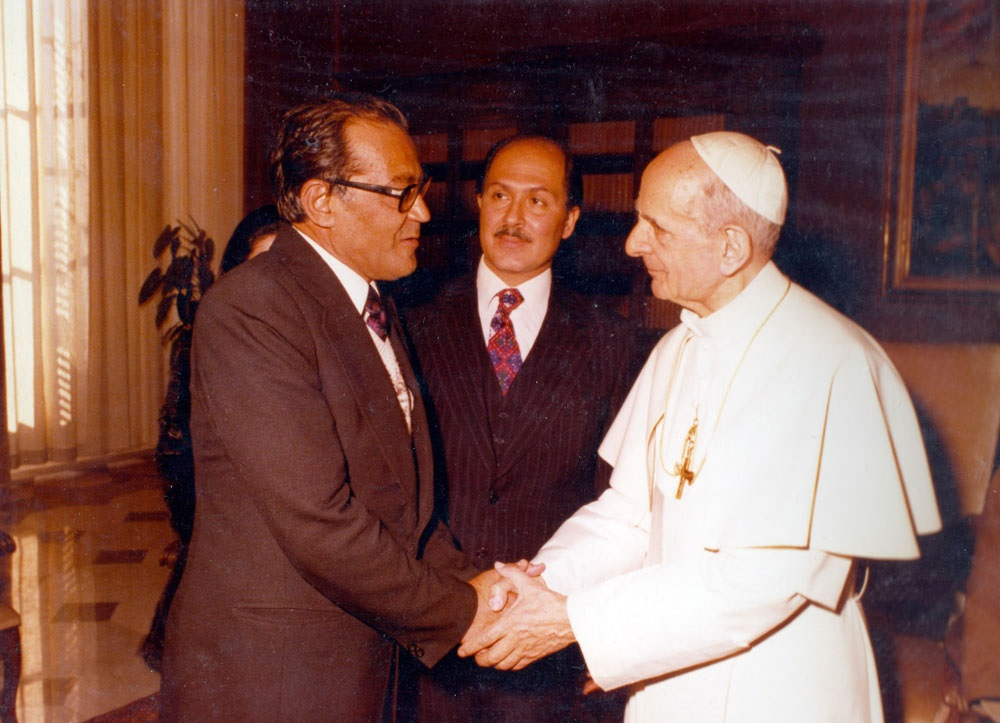
از راست به چپ: پل ششم و سید حسین نصر و سید جعفر شهیدی

در مدّت اقامت در ایران، آثارِ متعددی به زبان‌های فارسی، انگلیسی، فرانسوی و عربی تألیف کرد. وی رساله دکتری خود را نیز به زبان فارسی تحریر و چاپ کرد؛ و این کتاب که «نظر متفکران اسلامی دربارهٔ طبیعت» نام گرفت برنده جایزه سلطنتی کتاب شد. نصر، بسیاری از متون فلسفی مهم از قبیل مجموعه آثار سهروردی و ملاصدرا و متون ابن عربی، ابن سینا و بیرونی را تصحیح کرده است. علاقه نصر به فلسفه ملاصدرا زمینه‌ساز نشر و ترجمه آثار ملّاصدرا شد، و خود نصر نخستین کسی بود که ملّاصدرا را به جهان انگلیسی زبان معرّفی کرد. نصر، با همکاری ویلیام چیتیک، «کتابشناسی توصیف علوم اسلامی» را در سه جلد به زبان‌های فارسی و انگلیسی به چاپ رسانید. از دیگر کتاب‌های مهمّ او در این دوره سه حکیم مسلمان بود که به بررسی اجمالی اندیشه‌های ابن سینا، سهروردی و ابن عربی می‌پردازد. در سال‌های ۱۹۶۴–۱۹۶۵، نصر در دانشگاه آمریکایی بیروت عهده‌دار تدریس بود. کتاب «آرمان‌ها و واقعیت‌های اسلام» بر اساس متن شش سخنرانی نخست از پانزده سخنرانیِ او در لبنان است. وی، در زمان اقامتش در لبنان، کتاب «حیات و فکر اسلامی» را نیز نگاشت. نصر در زمان اقامت اقامت با لبنان با چندین نفر از اندیشمندان برجسته شیعه، و از جمله امام موسی صدر، گفتگوی علمی داشته است؛ وی همچنین در این دوره با سیده فاطمه یشروطیه، دختر بنیان‌گذار طریقت یشروطیه (شاخه‌ای از سلسله صوفیه شاذلیه) دیدار کرده است.
در سال ۱۹۶۶، از نصر دعوت شد تا در دانشگاه شیکاگو در مجموعه سخنرانی‌های راکفلر در باب برخی از جنبه‌های ارتباط دین و فلسفه با محیط زیست سخنرانی کند. وی به همین منظور، کتاب «انسان و طبیعت: بحران معنوی انسان جدید» را نگاشت. وی در این کتاب به وجود آمدن بحران محیط زیست را پیش‌بینی کرده است و علّت اصلی این بحران را قدسیت‌زدائی از طبیعت و دید بشر مدرن نسبت به طبیعت شمرده است.

در اواخر سال ۱۹۷۸ میلادی، فرح پهلوی از نصر خواست ریاست دفتر وی را بر عهده بگیرد، و نصر پذیرفت. وی بعدها در توضیح این اقدام گفته است: 
«احساس می‌کردم که تنها کسی بودم که می‌توانستم همچون میانجی به ایجاد موقعیتی کمک کنم که در آن مثلاً آیت‌الله خمینی با شاه مصالحه کنند و نوعی حکومت سلطنتی اسلامی بر پا شود، همان‌طور که در عصر صفوی داشته‌ایم، که در آن علما نیز دربارهٔ بعضی از امور مملکتی اظهار نظر کنند اما ساختار سلطنتی کشور دچار تحول نشود. بسیاری از علما در آن دوره همین نظر را داشتند، چرا که مثل من می‌ترسیدند سقوط رژیم به قدرت گرفتن کمونیست‌ها یا مجاهدین خلق بینجامد.»

### پس از انقلاب
نصر در گیرودار انقلاب ۱۳۵۷ ایران به مشکلاتی برخورد کرد و بیم این می‌رفت که محکوم به اعدام شود. پس از انقلاب، خانه و اموال سید حسین نصر (به گفتهٔ خود وی) مصادره و غارت شد. وی از این که هیچ‌یک از علمای دوران اوایل پس از انقلاب در دفاع از وی برنخاستند بسیار گله‌مند بود. این‌ها و عوامل دیگر باعث مهاجرت وی و خانواده‌اش برای همیشه به غرب شد.
پیام فضلی‌نژاد بدون این که شواهد مشخصی ارائه دهد نصر را متهم ساخته که پس از انقلاب ۱۳۵۷ ایران ارتباط خود را با خاندان پهلوی حفظ کرده است و پس از سقوط سلطنت، به دستور محمدرضا پهلوی، مأمور ترجمهٔ انگلیسی کتاب «پاسخ به تاریخ» بوده است. همچنین گفته که شاه او را برای عضویت در «شورای مبارزه با جمهوری اسلامی» برگزید. فضلی‌نژاد در مقاله‌ای که در روزنامه کیهان منتشر شد همچنین نصر را متهم ساخته است که از ابتدای دههٔ شصت از اعضاء بلندپایهٔ «بنیاد اشرف پهلوی» در واشینگتن دی. سی و از تئوریسین‌های «کلوب روتاری رنچو پارک» در لس‌آنجلس بوده است.
در مقابل دیدگاه‌هایی که نصر را به ضدیت با انقلاب و دفاع از سلطنت متهم کرده‌اند افرادی مانند سید سلمان صفوی رئیس آکادمی مطالعات ایرانی لندن، برادر سید یحیی رحیم‌صفوی و از چهره‌های نزدیک به جمهوری اسلامی به دفاع از او پرداخته‌اند. صفوی در نوشتاری به صورت تفصیلی آراء نصر را توضیح داده و گفته است:
با توجه به اهمیت و تأثیر گسترده اندیشه‌های متفکر معاصر پروفسور سیدحسین نصر در غرب و جهان اسلام و وجود برخی بدفهمی‌ها نسبت به اندیشه‌های ایشان، این فقیر که بیش از ۴۰ سال است با اندیشه‌های ایشان مأنوس است و ۲۲ سال (از سال ۱۹۹۶ میلادی) است که مراوده حضوری خدمت ایشان دارم و برخی نکات و ابهامات را در جلسات حضوری در لندن، مکه، قونیه، استانبول و تورنتو برایم توضیح داده‌اند و دو هفته با ایشان همدم و همسفر حج تمتع بوده‌ام، بر خود لازم دانستم که برخی از مهم‌ترین مولفه‌های اندیشه ایشان را توضیح داده و به برخی ابهامات و پرسش‌ها، پاسخ علمی و مستند دهم. برخی غربی‌ها متوجه نیستند که نصر، ایرانی و شیعه اثنی‌عشری و برخاسته از خاندان ریشه‌دار علمای سنتی (شیخ‌فضل‌الله نوری) است و همین سه موضوع، تأثیر مهم در هندسه معرفتی ایشان دارد. فهم جامع اندیشه‌های نصر نیاز به دانش کافی از حکمت، عرفان، تفسیر، فقه، فلسفه کلاسیک و مدرن، و فضای فرهنگی غرب دارد. برخی بدفهمی‌های موجود در ایران متأثر از عدم توجه به این نکته ظریف است که برخی آثار نصر با توجه به نیاز مخاطب غربی و در چارچوب زبان مشترک «حکمت خالده» که مشترک بین همه ادیان الهی است تألیف شده است (مانند کتاب معرفت و معنویت) و از سوی دیگر برخی از غربی‌ها و ظاهرگرایان ایرانی کمتر به اهمیت ابعاد تأکید نصر بر «شریعت» توجه دارند و آنکه شریعت خود بخش مهمی از سنت الهی است. … ایشان در گفتگو با این فقیر از مجاهدت‌های مردم ایران در دوره دفاع مقدس تمجید کرده‌اند، و خود و همسر محترم‌شان از برخی فرماندهان دفاع مقدس مانند سردار سیدرحیم صفوی با احترام و بزرگی یاد کرده‌اند.
برخی جاهلان که حکیم نصر را متهم به ترویج اسلام رحمانی کرده‌اند که منجر به وادادگی در مقابل دشمنان اسلام می‌شود، خوب است یک جو حُریت علمی داشته باشند و فصل «عدالت الهی و انسانی، صلح و جنگ» کتاب «قلب اسلام» دکتر نصر را بخوانند تا متوجه شوند چگونه ایشان حکیمانه از اصل جهاد، دفاع منطقی و علمی در بافت فکری جهان غرب کرده‌اند و اسلامی که او معرفی می‌کند اسلام براساس قرآن و روایات معتبر بدون افراط و تفریط است.
در سال ۱۹۸۰ و ۱۹۸۱ وی مجموعه سخنرانی‌هایی را با عنوان «معرفت و امر قدسی» در کرسی گفتارهای گیفورد (به انگلیسی: Rowan Douglas Williams of Oystermouth, Gifford Lectures) ارائه کرد و به این ترتیب، نخستین مسلمانی بود که در این رخداد مشارکت کرد.
پس از چندین سال تدریس در دانشگاه‌های مختلف در آمریکا، سرانجام به وی پیشنهاد کرسی دائم استادی در دانشگاه جورج واشینگتن داده شد و او هم پذیرفت و تا به امروز به فعالیت در آن دانشگاه ادامه می‌دهد.

### آرزوی خاکسپاری در ایران
محسن الویری در سفرنامه‌ای منتشر خود از مسافرت به آمریکا چنین نقل می‌کنند: «در جلسه‌ای خصوصی که خدمت جناب آقای دکتر نصر رسیدم، ایشان گفتند که هیچ آرزویی جز مرگ و دفن در ایران ندارم. من به آقای دکتر نصر گفتم: آیا صحیح است که شما گفته‌اید فقط در صورت دعوت شخص آقای خامنه‌ای به ایران می‌آیید؟ که آقای دکتر نصر در پاسخ گفتند: منظور از دعوت، تضمین ایشان مبنی بر ایجاد امنیت است. دکتر نصر در ادامه گفتند: من شرایط را برای ایجاد کرسی شیعه‌شناسی در دانشگاه جرج واشینگتن فراهم کرده‌ام و این نیاز به حمایت ایران دارد و اگر این اتفاق تا قبل از بازنشستگی من، انجام نشود فرصت را از دست داده‌ایم.»

## آرای فلسفی
به نوشته ویراستاران کتاب سید حسین نصر از مجموعه کتابخانه فیلسوفان زنده، وی در رأس گروهی از سنت گرایان فلسفی است که با جسارت مفروضات و ارزش‌های جهان مدرن و فلسفه جدید را به چالش می‌کشند. البته، این انتقادات واکنشی بیرونی به دربرابر مدرنیته نیست بلکه ناشی از درآمیختن آگاهانه با آن است. از منظر نصر زیستن بیرون از تمامی سنت‌های اصیل منتج به بی ریشگی و تلاشی طبیعت و انسان می‌شود. نصر بر این باور است که در سنت گرایی علم همان علم مقدس است. علم مقدس معرفتی است که در قلب هر وحی ای وجود داردو مرکز دایره‌ای است که سنت را در بر می‌گیرد و آن را تعریف می‌کند. منبع علم مقدس وحی و شهود عقلانی‌اند. این دو منبع در بردارنده اشراق ذهن و جان آدمی‌اند. این معرفت همان علم حضوری و بیواسطه است که سنت اسلامی بدان اشارت کرده است.
هیوستون اسمیت به سوء فهم برخی منتقدان نسبت به مفهوم فلسفه جاویدان نزد نصر اشاره می‌کند. به نظر اسمیت تصور نصر از فلسفه جاویدان هیچ ربطی به این پرسش ندارد که سنت عارفانه و حکمی واحدی در تمام مکاتب فلسفی و عرفانی وجود دارد یا نه. اسمیت بیان می‌کند که این گونه نیست که نصر به صورت استقرایی مفهوم واحد فلسفه جاویدان را از خلال گفتارهای مورخان فلسفه بیرون کشیده باشد. تصور نصر به صورت متافیزیکی برآمده از یک شهود عقلانی یا به بیان ساده از تمییزات عقل است. عقل نزد نصر چیزی است که وجه رهایی و رستگاری آن همه جا حضور دارد و این گونه است که حضور همه جایی حکمت خالده و فلسفه جاویدان در فلسفه نصر محقق می‌شود. البته نصر مطالعات دین‌شناسی تطبیقی مبتنی بر آرای سنت گرایان و نیز برخی از فلاسفه نظیر علامه طباطبایی و توشیهیکو ایزوتسو، هانری کربن داشته است که مؤید دیدگاهش است.
از نگاه نصر، سنت همانند هدیه‌ای الهی است که در هر دوره‌ای به شکلی تجلی می‌یابد. وی اصطلاحات دیگری همچون «ذرمه» در آیین‌های هندو و بودایی، «الدین» در اسلام، «دائو» در آیین دائو را مشابه و نه معادل واژه سنت می‌داند. او معتقد است هیچ زبانی نمی‌تواند معنای سنت را بیان کند. نصر عوالم و تمدن‌های برآمده از آن در ادیان گوناگون را یک عالم سنتی می‌داند، ولی در عین حال آن‌ها را مطابق با سنت نمی‌داند و قایل به یگانگی آن‌ها با سنت نیست؛ لذا در تفکر وی سنت به معنای حقایقی است که دارای ریشه‌ای الهی است که از طریق رسولان الهی آشکار شده است. سنت نزد نصر عین دین نیست، گرچه که شامل دین نیز می‌شود. توصیف نصر از دین و ارتباط آن با سنت از منظر حکمت خالده، بحث از کثرت ادیان و وحدت متعالی ادیان را جلوه گر می‌سازد.
سنت از نگاه نصر نه تنها به معرفت یا آیین آسمانی خاصی منحصر نمی‌شود، بلکه ادیان گوناگون تجلیاتی از سنت حقیقی هستند. از نگاه وی، سنت حقیقت جاودان بی‌نهایتی است که دارای صورت‌های متجلی شده گوناگون است. سنت نزد نصر محور و بنیاد علم قدسی است. وی دریافت علم واقعی را صرفاً در پرتو توجه به سنت امکان‌پذیر می‌داند. از دیگر مفاهیم مرتبط با سنت که در فهم معنای آن بسیار مهم است، مفهوم «ذات قدسی» است. ذات قدسی منبع سنت است و چیزی که سنتی باشد از ذات قدسی نمی‌تواند جدا باشد. از نظر وی کسی که درکی از ذات قدسی ندارد، نمی‌تواند منظر سنتی را درک کند و انسان سنتی همیشه خودش را همراه با درکی از ذات قدسی می‌بیند. از نظر وی، هدف فلسفه به عنوان فعالیت مقدسی که به خرد جاودان مربوط است، نمایان ساختن حقیقتی به نام واحد مطلق است. فلسفه در نگاه وی چیزی جز شهود و بصیرت عقلی برای درک سنت و مبدأ آن یعنی امر قدسی نیست. وی بر همین اساس تکنولوژی، صنعت و مکاتب انسان گرا را به نقد می‌کشد، زیرا که آن‌ها به عنوان مانعی در برابر معرفت سنتی و قدسی هستند.
نصر معتقد است برای زنده کردن و احیای سنت، راهی جز حکمت جاودان نیست. احیای حکمت در نگاه وی همانا اصول و حقایقی است که دارای مشایی الهی و ربوبی است. او نخست سنت را در یک معنای محدود تعریف می‌کند. نزد وی کشف دوبارهٔ کانون و ذات سنت از طریق تعبیری دوباره از حقیقت و فرمول بندی نگاه سنتی ممکن است که پاسخی به امر مقدس است. این پاسخی به مرثیه انسان مدرن گمشده در عالمی است، که از امر مقدس و معنا تهی و دور گشته است. به بیان دیگر انسان به اصطلاح معصوم، همچون انسان سنتی نگریسته می‌شود که در عالمی زندگی می‌کند که هم منشأ و هم مرکز دارد. در مقابل انسان پرومته ای مخلوقی در این عالم است که در مقابل آسمان شورشی بر پا کرده است. چنین انسانی زندگی را همچون بازاری بزرگ می‌پندارد که برای جای گرفتن در آن و در اختیار گرفتن زمام امور کاملاً آزاد و رهاست. انسان پرومته‌ای درحالی‌که معنای قدسی را گم کرده است، برده طبیعت نازل خودش شده است. انسان پرومته‌ای انسانی ضد سنت است.

### حکمت جاویدان
استفاده از واژه فلسفه برای فلسفه جاویدان، عنوان مسامحه‌ای است و بهتر است به جای آن از تعبیر قرآنی حکمت خالده بهره برد. در حکمت خالده تفکر به صرف استدلال برهانی و نظری محدود نمی‌شود بلکه در این نوع تفکر سنتی، نیروی دیگری به نام عقل شهودی وجود دارد که یکی از مراتب و منزلت‌های آن، تفکر استدلالی است و به بیان ساده، شان عقل شهودی صرف استدلال و استنتاج با واسطه به گزاره‌های مجهول نیست بلکه دریافت مستقیم حقیقت و حقایق هستی در آن مد نظر است. سنت خالده مبتنی بر عقل شهودی است و آن شهودی است که با عقل و استدلال توافق و همسویی دارد. عقل شهودی به مرتبه روح تعلق دارد و به ساحت ذهن یا نفس محدود نمی‌شود؛ و لذا متافیزیک برآمده از سنت خالده محدود به مقوله‌های ذهنی نیست بلکه امری کاملاً فراانسانی است. از این جهت سنت خالده سنتی وحدت‌گرا و یگانه‌محور است. قدمت این اصطلاح از نگاه سنت‌گرایان به تاریخ پیدایش هستی بازمی‌گردد چرا که عقل شهودی امری همزاد انسان است. این تفکر همچنین بی‌زمان و بی‌مکان است. برخی حکمت خالده را محصول انتقاد از مدرنیته دانسته است ولی برخی دیگر با این قول مخالف‌اند چرا که سنت‌گرایی و حکمت خالده را فراتر از زمان و مکان می‌دانند.
فهم انسانی در منظومه فکری نصر از دو نوع معرفت استدلالی و علم حضوری تشکیل شده است. از نگاه وی، بیشتر ما فکر می‌کنیم که معرفت امری استدلالی و برهانی است. درحالی‌که معرفت استدلالی و برهانی، معرفتی سرگردان و غیر مستقیم است از آن حیث که به غیر خودش دلالت می‌کند. در مقابل معرفت شهودی یا حضوری این گونه نیست. معرفت شهودی و حضوری در بنیاد و زیربنای معرفت استدلالی و برهانی است که نمی‌تواند همانند معرفت نظری و استدلالی توصیف شود.

### نقد مستشرقین
در نظرگاه نصر دیدگاه مستشرقین دربارهٔ تاریخ علوم عقلی در اسلام از این مشکل رنج می‌برد که آن‌ها سعی کرده‌اند تنها آن دوره علوم عقلی را که در غرب نفوذ داشته و تأثیر داشته را جایگزین تمام علوم عقلی در اسلام کنند. اکثر مستشرقین، مقولات و مفاهیم نامناسبی را برای پژوهش در مورد علوم عقلی اسلامی در پیش گرفته‌اند؛ مثلاً واژگان صواب و خطا و ایمان و کفر را مستشرقین به گونه‌ای بکار برده‌اند که تمام ساختار دینی و عقلی در تمدن اسلامی را منحرف می‌سازد. این مشکل از آن جا ناشی می‌شود که اکثر شرق شناسان متعلق به مسیحیت بوده‌اند و از همان تقسیم‌بندی‌ها و مقولاتی که در مسیحیت بوده و در معارف و کلام مسیحی رواج داشته، در مواجهه با شناخت اسلام استفاده کرده‌اند. نشان دادن کلام اشعری به عنوان تنها عقیده صحیح و رایج میان مسلمانان و ترسیم عرفان و تصوف به عنوان کفر و بدعت و امری اقتباسی از دیگر ادیان از جمله نتایج اشتباه این نظرگاه مستشرقین است

## جایگاه و فعالیت‌های علمی
- او با سید جلال الدین آشتیانی و مرتضی مطهری همکاری و مباحثه علمی داشته است.[۲۹]
- از همکاران اصلی هانری کربن در تهیهٔ کتاب «تاریخ فلسفهٔ اسلامی» بوده است.
- از شاگردان وی می‌توان حداد عادل و ویلیام چیتیک را نام برد.[۳]
- وی مدتی را نزد علامه طباطبایی به تحصیل فلسفه اسلامی گذراند و بسیار تحت تأثیر وی قرار گرفته[۳] و کتاب «شیعه در اسلام» ایشان را به انگلیسی بازگرداند.[۳۰]
- او در تصوف مهم‌ترین پیرو طریقت مَریَمیّه (منشعب از شاذلیه) به حساب می‌آید.[۳۱]

## مقام‌ها و سمت‌ها
- بنیان‌گذار و مدیر انجمن شاهنشاهی حکمت و فلسفه ایران در تهران[۳۲]
- عضو آکادمی علوم یونان
- ریاست دفتر مخصوص شهبانو فرح پهلوی[۳۳]
- نائب التولیه سابق دانشگاه صنعتی آریامهر[۳۴]
- رئیس سابق دانشکده ادبیات و علوم انسانی[۳۴]
- سفیر محمدرضاشاه پهلوی[۳۴]
- استاد دانشگاه جرج واشینگتن[۳۵]
- استاد کرسی اسلام‌شناسی دانشگاه جرج واشینگتن و دانشگاه تمپل[نیازمند منبع]
- وی کمک به بنیان‌گذاری دانشگاه صنعتی اصفهان را «از دست‌آوردهای بزرگ زندگی خود» می‌داند.[۳۶]

سید حسین نصر در چندین شورای عالی (بیشتر با فرمان شاه) شرکت داشته که بدین شرحند: عضو شورای عالی فرهنگستان شاهنشاهی علوم ایران، عضو هیئت امنای بنیاد فرح، عضو هیئت امنای فرهنگ‌سرای نیاوران، عضو هیئت امنای موزه فرش، عضو هیئت امنای هنرهای معاصر، عضو هیئت امنای نگارستان، عضو هیئت امنای مرکز تحقیقات تاریخی، عضو هیئت امنای آبگینه، عضو هیئت امنای بنیاد شاهنامه فردوسی، رئیس کتابخانه ادبیات دانشگاه تهران (۱۳۳۷–۱۳۴۷)، سرپرست برنامه دکتری دانشجویان دانشکده ادبیات تهران (۱۳۳۸–۱۳۴۷)، رئیس شورای عالی کتابخانه مرکزی دانشگاه تهران (۱۳۴۶)، رئیس دانشکده ادبیات دانشگاه تهران (۱۳۴۷)، نخستین رئیس هیئت مدیره مؤسسه فرهنگی منطقه‌ای (R.C.D) (۱۳۴۵)، عضو شورای عالی فرهنگ از بدو تأسیس، عضو انجمن فلسفه و علوم انسانی ایران (۱۳۳۸)، عضویت در کنگره انقلاب آموزش در رامسر (۱۳۴۷)، عضو شورای مرکزی آموزش کشور، رئیس کتابخانه دانشگاه تهران، نیابت دانشگاه صنعتی آریامهر (۱۳۵۱)، رئیس دفتر فرح، رئیس انجمن شاهنشاهی فلسفه ایران، عضو بنیاد سلطنتی تحقیقات اسلامی.

## نوشته‌ها
- جوان مسلمان و دنیای متجدد
- معرفت و معنویت (معرفت و امر قدسی)
- اسلام و تنگناهای انسان متجدد
- سه حکیم مسلمان (ابن سینا، ابن عربی و سهروردی)، انتشارات علمی و فرهنگی
- آموزه‌های صوفیان از دیروز تا امروز
- قلب اسلام (پس از حملات ۱۱ سپتامبر نوشته شد)، ترجمهٔ انشاالله رحمتی، مؤسسه گفتگوی تمدن‌ها
- کتاب‌شناسی بیرونی
- آرمان‌ها و واقعیات اسلامی
- هنر اسلامی و معنویت
- جلال‌الدین رومی، شاعر و حکیم والامقام ایرانی
- مقدمه‌ای بر اصول جهان‌شناسی اسلامی
- نظر متفکران اسلامی دربارهٔ طبیعت، انتشارات خوارزمی، ۱۳۷۸
- نیاز به علم مقدس، ترجمهٔ حسن میانداری، مؤسسه فرهنگی طه، ۱۳۷۹
- محمد، مرد خدا
- مکهٔ مکرمه و مدینهٔ منوره
- دین و نظام طبیعت (دین و نظم طبیعت)
- هنر قدسی در فرهنگ ایران
- سنت عقلانی اسلامی در ایران
- در غربت غربی، زندگی‌نامه خودنوشت دکتر سید حسین نصر، سیدحسین نصر، امیر نصری، امیر مازیار، تهران: انتشارات رسا، ۱۳۸۳
- پژواک در فضای تهی (اهمیت خلاء در هنر اسلامی) مترجم: نادر شایگان‌فر
- دین و نظم طبیعت، ترجمهٔ محمد حسن فغفوری، انتشارات حکمت، ۱۳۸۴
- هنر و معنویت اسلامی، ترجمهٔ رحیم قاسمیان، انتشارات حکمت، ۱۳۸۹[۳۷]
- در جستجوی امر قدسی: گفتگوی رامین جهانبگلو با سیدحسین نصر، مترجم مصطفی شهرآیینی، نشر نی، چاپ اول ۱۳۸۵

### ویرایش
- تاریخ فلسفهٔ اسلامی (با همکاریِ اولیور لیمن) انتشارات حکمت، ۱۳۸۳[۳۸]

## بازنشر آثار
آثار فلسفی سید حسین نصر توسط برخی از سازمان‌ها و مراکز در ایران بازنشر شده است:
- بازنشر اثر سید حسین نصر در سایت کنسرسیوم محتوای ملی[۳۹]
- بازنشر اثر سید حسین نصر در سایت مؤسسه فرهنگی و اطلاع‌رسانی تبیان[۴۰]
- بازنشر اثر سید حسین نصر در سایت مرکز دائرةالمعارف بزرگ اسلامی[۴۱]

## دستاوردها و افتخارات
- دکتریِ افتخاری از دانشگاه اوپسالای سوئد در سال ۱۹۷۷
- نخستین مسلمان و نخستین غیر غربی که در «سخنرانی‌های گیفورد» در سال ۱۹۸۰–۱۹۸۱ به طرح درس پرداخت.[۴۲]
- در سال ۱۹۹۹ برنده جایزه دین و علم تمپلتون شد.[۴۳]
- در سال ۲۰۰۰ مجلدی از «کتابخانه فیلسوفان زنده» به وی اختصاص یافت.[۴۴]
- برنده جایزه تحقیقات اسلامی برای کتاب «قلب اسلام» از آیسسکو[۴۵]
- برنده جایزه نشان حکمت در جشنواره بین‌المللی حکمت سینوی از بنیاد علمی و فرهنگی بوعلی سینا.[۴۶][۴۷]

## منابع

جلد کتاب فلسفهٔ سید حسین نصر